# Georg Macco
Georg Macco (né le 23 mars 1863 à Aix-la-Chapelle, mort le 20 avril 1933 à Gênes) est un peintre allemand.

## Biographie
Comme son grand-oncle, le peintre Alexander Macco, Georg Macco veut faire une carrière artistique. Entre 1880 et 1887, il étudie à l'académie des beaux-arts de Düsseldorf auprès d'Eugen Dücker et de Peter Janssen et fait des illustrations pour Die Gartenlaube et les livres de son frère Hermann Friedrich Macco (de). Il s'installe à Munich et fait de nombreux voyages dont il tire son inspiration. Il peint les paysages des hauts plateaux alpins, de Norvège et du Spitzberg et de l'Italie. Pionnier de l'orientalisme, Macco représente ses voyages à Athènes, Constantinople, Baalbek, Jérusalem, au Caire et à La Mecque.
Georg Macco expose ses œuvres au Museum Kunstpalast, au musée Suermondt-Ludwig, au Rudolfinum et au musée alpin de Munich.
Les peintures de Macco sont essentiellement des gouaches et des peintures à l'huile, quelquefois des aquarelles. Son œuvre se distingue par une manière proche de l'expressionnisme, un affichage magistral de couleurs et d'effets de lumière ainsi que par un fort sens du détail.